# Constructam
Constructam is een merknaam van caravans die van 1958 tot 1982 bestond en waarvan de fabriek in de Belgische plaats Temse was gevestigd. De oorsprong van het bedrijf Ateliers de Constructions de Tamise bevond zich echter al in 1947 en was allereerst actief in onder andere de scheepsbouw. In de jaren 60 van de twintigste eeuw beleefde Constructam de hoogtijjaren met de bouw van caravans gebaseerd op drie verschillende types. In die jaren stond Constructam bekend als de Rolls Royce onder de caravans door het fraaie design en de zeer goede bouwkwaliteit.
De bouw van Constructam caravans heeft voortgeduurd tot 1982, het jaar dat het bedrijf failliet is gegaan. Vanaf 1986 was er nog een korte opleving van het merk Constructam doordat de Chateau Caravan Group de naam Constructam kocht en besluit een modernere Constructam caravan te ontwerpen en te bouwen. Na twee jaar viel het doek definitief voor het merk.

## Voorgeschiedenis
In 1947 is het bedrijf 'Ateliers de Constructions de Tamise' opgericht door Theo van der Herten, dit bedrijf was actief in de scheepsbouw en de bouw van onderdelen voor de spoorwegen. Begin jaren vijftig ontstond er echter een nieuwe markt, die van de vakanties van de gewone burger.

### Camping Car
In 1953 start het bedrijf met het bouwen van een vouwwagen, de Camping Car. Zo speelde het bedrijf in op een nieuwe behoefte. Eind jaren vijftig waren er twee types verkrijgbaar de Happy en de kleinere Micky. In 1965 werd gestopt met de productie van vouwwagens om volledige aandacht te besteden aan de bouw van caravans.

### Constructam caravan
Al van voor 1958 werd er aandacht besteed aan de ontwikkeling van een caravan. Lucien van der Herten, de broer van oprichter Theo van der Herten, richtte zich op het ontwerp. Uiteindelijk ontstond in 1958 een productie klaar ontwerp en startte de bouw van drie type caravans in verschillende groote: de Bambino, de Prima Vera en de Bella Vista. De constructie van de caravans kwam overeen met de constructie van andere merken caravans, namelijk een stalen chassis met houten geraamte en een Masonite beplating.

## Opkomst en bloei van de Constructam caravan

### Nieuwe revolutionaire constructie
Begin jaren 60 van de twintigste eeuw werd de constructie van de caravans volledig herzien en startte men met de bouw van de Constructam caravans zoals ze vandaag de dag nog steeds bekend staan. Een volledig nieuwe constructie werd de basis van nieuwe types Constructam caravans. Op een stalen chasis werd een stalen frame gelast met vanaf halverwege de caravan tot het dak een volledig gewapend polyester kap gemonteerd. Voordelen hiervan zijn de lichte maar degelijke bovenbouw op een degelijk stalen frame met gecombineerd lag zwaartepunt van de caravan. Het lage zwaartepunt in combinatie met de afgeronde voorkant, gebogen daklijn en afgeronde achterkant zorgt het totaal voor een stabiele caravan achter de auto
De revolutionaire constructie, de goede wegligging en de karakteristieke ramenpartij aan de voorzijde zorgen voor een ongekende populariteit van de Constructam in de jaren 60.
Het interieur dat volledig met hout is vervaardigd verraadt de invloed van de voorgeschiedenis van het bedrijf, namelijk de scheepsbouw. De afgronde sierlijke vormen van de kasten, afgewerkt met fineer creëert  een warme sfeer in het interieur.

### Constructam Cresta, Condor en Comet
In 1961 kwamen de Cresta en Comet op de markt, De Cresta is de kleine variant, later is de naam vervangen door Condor en de Comet is de grote familie caravan. Beide types zijn verkrijgbaar met drie verschillende indelingen, dit maakt de Condor 2, 3 en 4 en de Comet 4, 5 en 6. Ten opzichte van de latere modellen zijn deze eerste types te herkennen aan hoekige wielkasten en ronde dakluiken. De caravans konden van diverse extra's worden voorzien zoals een koelkast op stroom en gas en gaskachel in de vloer.  

### Constructam Corona
Slechts twee jaar, van 1963 tot 1965, is de Corona geleverd. Een kleine en hoekige caravan die geheel anders is dan de Condor en Comet. Er zijn maar zeer weinig exemplaren van de Corona overgebleven.

### Constructam Coral
In 1967 kwam het populairste model van Constructam op de markt, de Coral. Dit model werd in afmetingen tussen de Condor en de Comet geplaatst. De Coral heeft twee indelingen beschikbaar, dit maakt de Coral 1 en de Coral 3T. Tegelijk werd in 1967 het ontwerp van zowel de Condor als de Comet aangepast. De wielkasten werden rond gemaakt en de achterkant van de caravan krijgt een scherpere ronding. In 1968 worden de ronde dakvensters vervangen door grotere vierkante vensters en de afgeronde voorramen van de Condor en Coral worden rechter gemaakt waardoor een strakker uiterlijk ontstaat en de druppelvormige contour lampjes worden in de tussentijd vervangen door vierkanter exemplaren. De bouw en het ontwerp blijft vervolgens tot 1971 ongewijzigd.

## Doorontwikkeling en problemen bij Constructam

### Tussenjaar 1972
Door de crisis begin jaren 70 werd Constructam gedwongen om de constructie van de caravan aan te passen zodat deze minder arbeidsintensief werd om te produceren en dus goedkoper.De belangrijkste wijziging was het aanpassen van de chassis- en vloerconstructie.
In de jaren ‘60 van de twintigste eeuw werd de stalen zonder constructie direct op het chassis gelast met de houten vloer ertussen geplaatst.
Dit werd aangepast door op het chassis een houten vloer te plaatsen met daarop de stalen constructie geschroefd met daar weer de polyester kap bovenop. De aanpassing zorgde voor een kostenbesparing op arbeid, echter bleek deze aanpassing nog onvoldoende en bleef de productie van een Constructam relatief duur. Het uiterlijk van de caravan bleef verder precies hetzelfde als de jaren ervoor.
Een '72-er Constructam is te herkennen aan de aluminium strip aan de onderzijde van de aluminium beplating, deze is nodig om de aluminium beplating aan de vloer te bevestigen.

### Constructam vanaf 1973
In 1973 leidde de voortdurende oliecrisis tot een drastischer wijziging in het ontwerp en de bouw van de caravans. Het reeds in 1972 gewijzigde chassis met daarop geplaatste houten vloer bleef gehandhaafd, echter werd de stalen constructie tot aan het dak doorgetrokken en bestond alleen het dak nog uit gewapend polyester. De beplating werd vervangen door een geribbelde aluminium beplating. Het interieur werd uitgevoerd met vierkantiger gevormd meubilair van lichter hout. Vanaf 1974 krijgen de caravans aan de buitenzijde voor het eerste kleur in de vorm van een gekleurde band op de zijkanten. Glazen ruiten worden dan ook vervangen door dubbele kunststof ramen. De bouwwijze werd tot 1982 gehandhaafd.

## Faillissement
Ondanks de (drastische) wijzigingen in ontwerpen en bouwwijze van de caravans bleef het arbeidsproces relatief duur waardoor de Constructam in de crisisjaren te duur werd voor de consument. Door de gewijzigde vloer- en opbouw constructie vanaf 1972 ontstonden er echter ook problemen, de vloeren worden aangetast door vocht waardoor uiteindelijk rot ontstaat. Deze kwaliteitsproblemen in combinatie met een relatief dure caravan zorgen voor dalende verkoop aantallen. De moderniseringen die vanaf 1973 zijn toegepast hielpen in eerste instantie om de crisis te overleven, in tegenstelling tot veel andere Belgische caravan bouwers. Maar uiteindelijk valt het doek toch, in 1982 en gaat het bedrijf failliet.

## Constructam New Generation
De naam en rechten van Constructam worden na faillissement opgekocht door de Chateau Caravan Group. In 1986 wordt een volledig nieuwe Constructam op de markt gebracht met de naam New Generation. Een caravan gebaseerd op de jaren '60 en '70 Constructam. Echter ook de bouw van deze New Generation is relatief duur en na slechts twee jaar wordt de productie in 1988 alweer gestaakt. Er zijn ca. 400 exemplaren gebouwd van de New Generation.

## Constructam als oldtimer caravan
De Constructam caravans zijn mede door het karakteristieke uiterlijk (en uiteraard door hun leeftijd) populair als oldtimer caravan. Door de bouwwijze met gebruik van waterdichte polyester kap zijn ze vaak nog in goede staat of ze zijn goed te restaureren. Meestal worden ze bij een restauratie weer in originele staat teruggebracht of ze worden omgebouwd tot food-truck. Gerestaureerde caravans worden vaak in een kleur naar wens gespoten, af fabriek waren ze alleen in het wit verkrijgbaar.
Er is naar aanleiding van de populariteit van de Constructam ook een club voor deze caravans, de Constructam Caravan Club. Deze club zet zich in voor behoud van dit merk caravan.